# Минский голос
«Минский голос» — ежедневная общественно-политическая газета либерально-буржуазного направления.
Газета выходила в Минске на русском языке с 14 ноября 1906 года до 30 ноября 1918 года.
Газета освещала городские события, жизнь всей Российской империи, а также зарубежья. В ней были рубрики «Минский день», «В нашем краю», «По городу», «Театр и музыка», «Литературные заметки» и другие В 1912—1914 годах издавалась с приложением — газетой «Северо-Западная копейка». После начала Первой мировой войны стали выходить экстренные утренние и вечерние телеграммы газеты «Минский голос». Издание было одним из популярнейших у горожан. На его страницах печатались самые важные новости Минска и губернии. Журналисты извещали читателей обо всех происшествиях и событиях, волновавших минчан. Например, именно «Минский голос» сообщил, что с 1 января 1913 года по городу начнет курсировать для перевозки пассажиров принадлежащий господину Арановичу автомобиль Ford под № 2.